# 壇納西·科基納基斯
壇納西·科基納基斯（Thanasi Kokkinakis，1996年4月10日—）是一位澳洲職業網球運動員，他于2013年转职业。他曾参加2016年夏季奥林匹克运动会，结果在单打第一轮被葡萄牙选手蓋斯托·埃利亞斯淘汰。

## 外部連結
- 壇納西·科基納基斯（英文/西班牙文）的官方資料
- 壇納西·科基納基斯的國際網球總會 職業／青少年 官方資料（英文）
- 壇納西·科基納基斯的官方資料（英文）
- Thanasi Kokkinakis – Player Profiles - Players and Rankings - News and Events - Tennis Australia （页面存档备份，存于） （英文）